# Tedd Pierce
Edward Stacey "Tedd" Pierce III (Quogue, 12 de agosto de 1906 - Los Angeles, 19 de fevereiro de 1972) foi roteirista de desenhos animados americanos, principalmente de meados da década de 1930 até o final da década de 1950. 

## Biografia
Pierce era filho de um corretor, Samuel Cuppels Pierce, que por sua vez era filho de Edward S. Pierce, um tesoureiro de longa data da Samuel Cuppels Woodenware Company, sediada em St. Louis. Pierce completou sua educação até o quarto ano do ensino médio, de acordo com os registros do censo de 1940.
Pierce passou a maior parte de sua carreira como roteirista da Warner Bros. Cartoons "Termite Terrace", trabalhando ao lado de colegas como Chuck Jones e Michael Maltese. Pierce também trabalhou como escritor no Fleischer Studios de 1939 a 1941. Jones creditou Pierce em sua autobiografia Chuck Amuck: A vida e os tempos de um cartunista animado (1989) como sendo a inspiração para o personagem Pepé Le Pew, o gambá francês desafortunadamente romântico devido à auto-proclamação de Pierce de que ele era um homem mulherengo.
Nos primeiros créditos, seu nome foi escrito "TED". Dizia-se que ele adicionou um "D" extra ao seu nome como forma de atacar o marionetista Bil Baird quando ele soltou um dos "L" do seu primeiro nome. 
Ele contribuiu (com Bill Danch) para a história do curta de Tom e Jerry Tall in the Trap (1962), dirigido por Gene Deitch . Originalmente, o curta teria estrelado Sylvester, o gato, e Speedy Gonzales e teria sido dirigido por Robert McKimson . No entanto, McKimson desaprovou o enredo e decidiu não usá-lo. Em vez disso, Pierce vendeu para Danch e Deitch, que procuravam desesperadamente histórias adequadas para Tom e Jerry. 
Em sua carreira na Warner, Pierce trabalhou com os três diretores de animação mais conhecidos da Warner (Jones, McKimson e Friz Freleng). Ele contribuiu com muitas histórias para eles, incluindo Hare Do (1949) de Freleng, Bad Ol 'Putty Tat (1949), Bunker Hill Bunny (1950) e Big House Bunny (1950); Hare Tonic (1945, um sucesso inicial para os dois), de Jones; e Broom-Stick Bunny (1956); e Hillbilly Hare (1950), de McKimson, Lovelorn Leghorn (1951) e Cat-Tails for Two (1953), a última das quais foi a primeira aparição de Ligeirinho. Como grande parte da carreira de Pierce Termite Terrace foi gasta com a unidade de McKimson, no entanto, Pierce foi geralmente ofuscado por seus contemporâneos roteiristas na Warner, Warren Foster e Michael Maltese. 
Pierce também trabalhou ocasionalmente nos curtas: deu voz a Jack Bunny em I Love to Singa (1936), King Bombo em Gulliver's Travels (1939) e o vilão C. Bagley Beetle em Mr. Bug Goes to Town (1941) ), além de escrever sobre esses filmes.
Ele imitou Bud Abbott em um curta da Warner, Abbott e Costello, como gatos de rua Babbit e Catstello (Um Conto de Dois Gatinhos) e dois curtas da Warner que os lançavam como ratos (Conto de Dois Ratos e O Gato Merecido pelo Mouse). Pierce também dublou Tom Dover em The Dover Boys, o personagem "alto e magro" de Wackiki Wabbit, e o chef francês Louis em francês Rarebit. Além disso, em alguns curtas-metragens contendo os personagens de Jones 'Hubie e Bertie', Pierce dublou Bertie e Maltese interpretou Hubie. Posteriormente, eles foram dublados pelo dublador principal, Mel Blanc, e Stan Freberg, que também dublaram duplas secundárias da Looney Tunes / Merrie Melodies, como Goofy Gophers, Spike the Bulldog e Chester, o Terrier. 
Embora tenha sido especulado que Pierce fez um trabalho de voz para os trailers de atrações futuras da Universal Studios, especialistas no campo de dublagem como Keith Scott contestaram esse ponto. 